# Avbetalning
Avbetalning är en form av kreditköp, ett sätt att betala för en vara i efterhand. Vanligen delas betalningen upp i flera delbetalningar, som fördelas över en viss tidsperiod. Ofta tillkommer ränta och avgifter som gör att köpet i slutändan blir avsevärt dyrare än om man hade betalat kontant.
Ett avbetalningsköp kombineras ofta med någon form av ägarförbehåll, och är föremål för någon form av lagreglering i de flesta länder. I Sverige är Konsumentkreditlagen respektive Lagen om avbetalningsköp mellan näringsidkare m.fl. tillämpliga.

## Historik
Efter att tidigare ha varit reglerade i bland annat Tyska riket och Österrike, blev avtalsköp reglerade genom lag i Sverige 11 juni 1915.